# Casserres
Casserres (spanisch Caserras) ist ein Ort und eine Gemeinde (municipi) mit 1.676 Einwohnern (Stand: 2024) in der Comarca Berguedà in der Provinz Barcelona in der Autonomen Region Katalonien.

## Lage
Casserres liegt in einer Höhe von etwa 615 m in den südlichen Ausläufern der Pyrenäen in der Comarca Berguedà im Norden Kataloniens. Im Nordosten und Südosten begrenzt der Fluss Llobregat die Gemeinde. 

## Bevölkerungsentwicklung
| Jahr      | 1960 | 1970 | 1981 | 1991 | 2001 | 2011 | 2021 |
| Einwohner | 1985 | 1981 | 1793 | 1672 | 1595 | 1595 | 1636 |

## Sehenswürdigkeiten

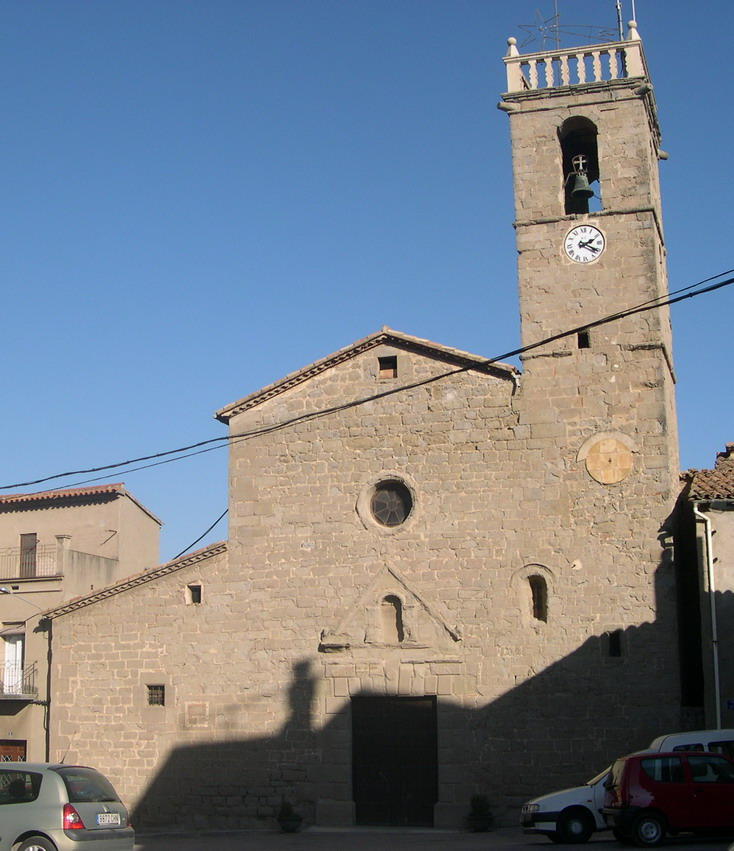
Marienkirche
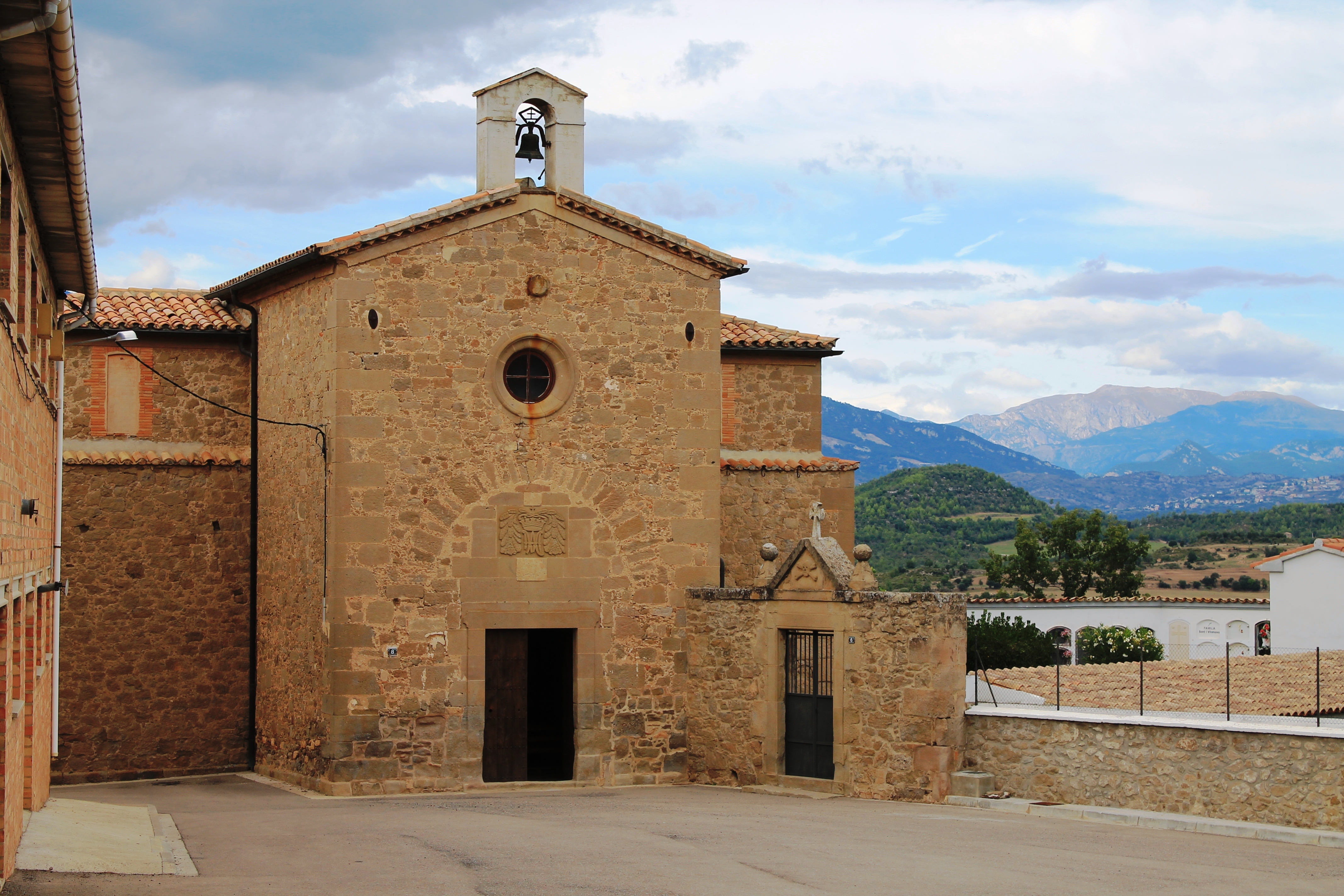
Marienkapelle
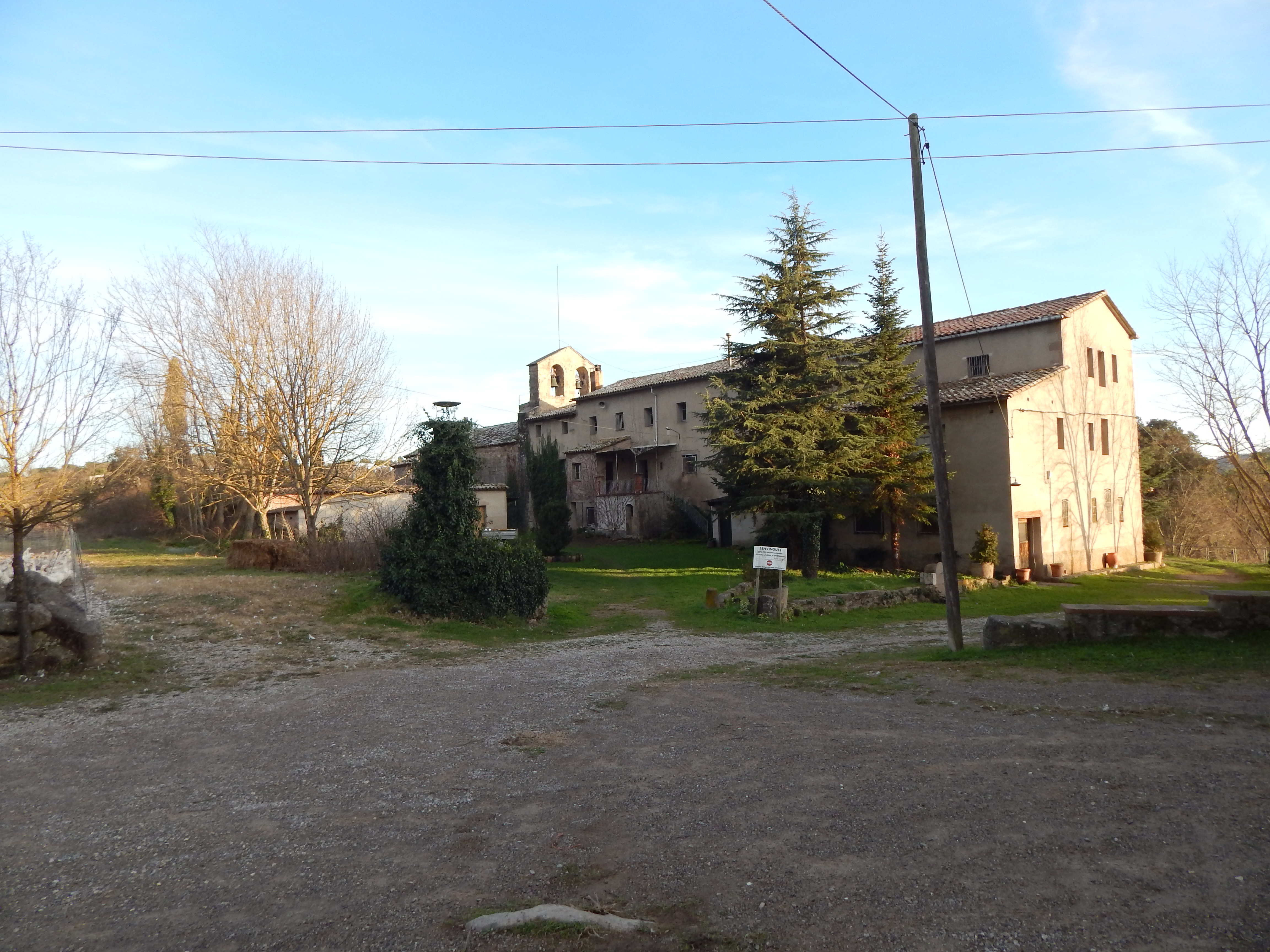
Pauluskapelle
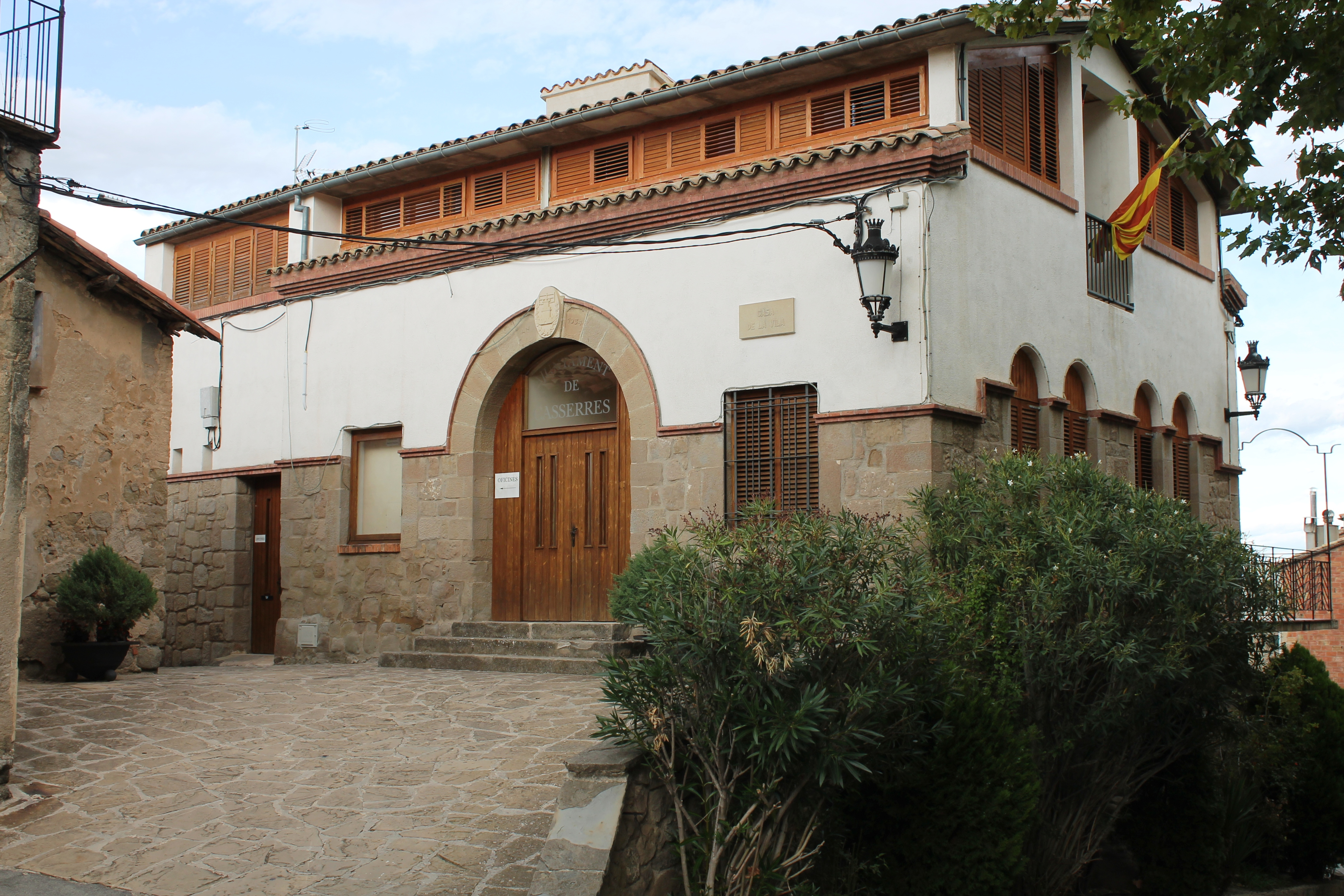
Rathaus

- Marienkirche
- Marienkapelle
- Pauluskapelle
- Rathaus